# Логос (журнал)
«Ло́гос» — российский философско-литературный научный журнал. Издаётся в Москве с 1991 года. Выходит 6 раз в год. Редакцией заявлено продолжение западнической традиции и гибкая редакционная политика, направленная на обсуждение современных проблем российского общества и ознакомление публики с основными тенденциями и новыми веяниями российской и мировой литературно-философской мысли.
Учредителями журнала в разное время являлись Высшая школа экономики, Центр феноменологической философии философского факультета РГГУ, фонд «Прагматика культуры», издательский дом «Территория будущего» и другие организации. Ныне учредителем журнала является Институт экономической политики имени Е. Т. Гайдара. В 2010—2013 годах и с 2015 года журнал входит в список научных журналов ВАК. С июня 2016 года журнал индексируется в наукометрической базе данных Scopus.

## Редакционная коллегия
- Главный редактор — В. В. Анашвили.
- Научный редактор (заместитель главного редактора) — В. А. Куренной.
- Выпускающий редактор — Елена Попова.
- Ответственный секретарь — Я. Н. Охонько
- Члены — А. Т. Бикбов, В. Н. Данилов, Д. Ю. Кралечкин, И. Ю. Кушнарева, М. А. Маяцкий, А. В. Павлов, А. А. Смирнов, Р. З. Хестанов, И. М. Чубаров,
- Дизайнер журнала — Сергей Зиновьев.